# Václav Pilař
Václav Pilař (* 13. října 1988 Chlumec nad Cidlinou) je český profesionální fotbalista, který hraje na pozici křídelníka za český klub FC Hradec Králové. Mezi lety 2011 a 2015 odehrál také 22 utkání v dresu české reprezentace, ve kterých vstřelil 5 branek.
Mimo Česko působil na klubové úrovni v Německu. Je vyučený v oboru kuchař-číšník.

## Klubová kariéra
Václav Pilař začal s fotbalem v klubu SK Převýšov. V průběhu mládeže zamířil nejprve do celku RMSK Cidlina Nový Bydžov, Poté zamířil do mužstva FC Hradec Králové, jehož je odchovancem.

### FC Hradec Králové
Ve svých osmnácti letech se v létě 2006 prosadil do prvního týmu Hradce, kde se postupem času stal oporou. V ročníku 2009/10 postoupil s „Votroky“ do nejvyšší soutěže, když jeho mužstvo obsadilo v druholigové tabulce první místo.
V létě 2010 podepsal s Hradcem Králové nový kontrakt na dva roky. V prvním kole sezóny 2010/11 (17. 7. 2010) vstřelil při svém debutu v 1. lize vítězný gól na 2:1 proti hostující Spartě Praha, tímto výsledkem utkání skončilo. Další ligovou branku přidal 21. 8. 2010 v 6. kole v domácím utkání proti FK Baumit Jablonec, byla to zároveň jediná branka zápasu (čili další rozhodující gól). Poslední ligovou branku v drese Hradce Králové vstřelil na Letné v závěrečném 30. kole (28. 5. 2011) opět proti Spartě Praha, tentokrát znamenala pouze snížení stavu na 2:1 z pohledu hostů (utkání Sparta Praha vyhrála 3:1). Za východočeský klub odehrál Václav Pilař celkem 28 prvoligových utkání a vstřelil tři branky.

#### FC Viktoria Plzeň (hostování)
Od začátku sezóny 2011/12 šel na roční hostování s opcí na přestup do Viktorie Plzeň. V dresu Plzně podával Pilař velmi dobré výkony.
Plzeň se v sezóně 2011/12 Ligy mistrů UEFA propracovala z 2. předkola až do základní skupiny.
Ve 2. předkole se střetla s arménským týmem Pjunik Jerevan a Václav Pilař nastoupil v obou zápasech. První utkání vyhrála Plzeň v Jerevanu 4:0, domácí odvetu pak 5:1, Pilař vstřelil závěrečný gól na 5:1 v 90. minutě.
V úvodním zápase 3. předkola Ligy mistrů zvítězila Plzeň na půdě Rosenborgu Trondheim 1:0 gólem Václava Pilaře, jenž prudkou dorážkou z malého vápna prostřelil brankáře norského týmu. Plzeň šla přes Rosenborg (výhry 1:0 a 3:2) do 4. předkola a i zde byla s Václavem Pilařem v základní sestavě úspěšná, vyřadila favorizovaný dánský klub FC Kodaň (výhry 3:1 a 2:1), Václav Pilař se opět jednou střelecky prosadil. Před zápasy základní skupiny Ligy mistrů s FC Barcelonou Pilaře společně s Pavlem Horváthem zmínil trenér katalánského velkoklubu Josep Guardiola jako zajímavé plzeňské hráče. Západočeši obě utkání s gigantem světového fotbalu prohráli (0:2 a 0:4), Pilař byl u toho. Následovaly zápasy s dalším evropským velkoklubem AC Milan (prohra 0:2 a remíza 2:2). Třetím klubem, s nímž se západočeský klub utkal byl běloruský BATE Borisov (výhra 1:0 a remíza 1:1). Plzeň obsadila v konečném součtu 3. místo před BATE a díky tomu si zajistila účast v jarní vyřazovací části Evropské ligy 2011/12. Zde se Plzeň střetla s německým Schalke 04 a po výsledcích 1:1 doma a 1:3 venku po prodloužení vypadla.
Po úspěšném tažení Plzně fotbalovou Evropou a také díky reprezentačním nominacím se na mladého hráče soustředila pozornost zahraničních klubů. Václav Pilař se dohodl s německým klubem VfL Wolfsburg. Následovala kauza, kde si zúčastněné strany nárokovaly své. Chvíli nebylo jisté, kde bude hráč na jaře působit, výsledkem intenzivního jednání byla dohoda o setrvání v Plzni na jaře 2012. V létě 2012 mohl odejít do Wolfsburgu.
Disciplinární komise Fotbalové asociace ČR potrestala Václava Pilaře pokutou 30 000 Kč za nafilmování faulu v utkání 19. kola Gambrinus ligy v sezóně 2011/12 na hřišti pražské Sparty. Plzeňský záložník běžel v 53. minutě utkání směrem k brance Sparty a v pokutovém území ho zakřižoval skluzem sparťanský hráč Jiří Jarošík. Pilař nadskočil, ale vzápětí se poroučel k zemi a rozhodčí Libor Kovařík pískl pokutový kop. Opakované záběry kamer dokázaly, že ke kontaktu hráčů nedošlo. Nařízený pokutový kop neproměnil Pavel Horváth, Plzeň přesto utkání vyhrála 3:1 a jeden z gólů dal i Václav Pilař (opět rozhodující gól na 2:0 pro hosty ve 13. minutě utkání).
Západočeský klub bojoval v posledním kole se Slovanem Liberec o titul, utkání skončilo nerozhodně 0:0, tento výsledek stačil Liberci na první místo a Plzeň spadla na 3. příčku za pražskou Spartu. Pilař nastřádal v tomto ročníku celkem 25 ligových startů a 7 gólů.

### VfL Wolfsburg
Na začátku sezóny 2012/13 přestoupil Václav Pilař do německého bundesligového klubu VfL Wolfsburg. Transfer se zrealizoval za 2 miliony eur (více než 50 milionů Kč). V létě se zranil a proto v celé sezóně nenastoupil k jedinému utkání německé Bundesligy. V prosinci 2014 přestoupil zpět do Plzně.

#### SC Freiburg (hostování)
Jak uvedl deník Wolfsburger Allgemeine, sportovní manažer Wolfsburgu Klaus Allofs se Pilaře rozhodl uvolnit na roční hostování do klubu SC Freiburg, kde se měl hráč rozehrát po vleklém zranění kolena. Potkal se zde s krajanem Pavlem Krmašem, k němuž přibyl z Viktorie Plzeň i Vladimír Darida. Součástí smlouvy o hostování byla opce na případný přestup. K prvnímu zápasu po zranění kolene nastoupil 11. října 2013 v přípravném utkání s druholigovým SV Sandhausen, odehrál 60 minut (remíza 1:1). K prvnímu ligovému zápasu nastoupil 19. října 2013 proti Werderu Brémy, odehrál 69 minut, utkání skončilo remízou 0:0.

### FC Viktoria Plzeň (návrat)
Před sezonou 2014/15 se vrátil do Plzně, kam zamířil na roční hostování s opcí.

#### Sezóna 2014/15
V prvním soutěžním zápase v Superpoháru proti AC Sparta Praha (18. července 2014, prohra 0:3) odehrál na hřišti 30 minut, poté utrpěl zranění a musel být odnesen na nosítkách ze hřiště. S Plzní se představil ve 3. předkole Evropské ligy UEFA 2014/15 proti rumunskému týmu FC Petrolul Ploiești, 31. července 2014 v prvním zápase byl u konečné remízy 1:1. V domácí odvetě vstřelil gól, ale Plzeň prohrála rozdílem třídy 1:4 a byla z Evropské ligy vyřazena. Celkem odehrál v podzimní části sezóny 2014/15 šestnáct ligových zápasů a vstřelil dvě branky.
V prosinci 2014 na něj Plzeň uplatnila opci a podepsala s ním 2,5letou smlouvu platnou od 1. ledna 2015. Václav Pilař se tak vrátil do klubu, kde zažil do té doby nejúspěšnější období své kariéry. Dvě kola před koncem ročníku 2014/15 Synot ligy získal s mužstvem mistrovský titul.

#### Sezóna 2015/16
V létě 2015 musel předčasně odjet ze soustředění v Rakousku, kde Plzeň absolvovala část letní přípravy na sezonu 2015/16. Po návratu do Plzně podstoupil operaci kolena, měl problémy s chrupavkou. Kvůli tomuto zranění neodehrál v ročníku žádný soutěžní zápas.

### SK Sigma Olomouc

#### Sezóna 2018/2019
V létě 2018 přestoupil z Viktorii Plzeň do prvoligového týmu SK Sigma Olomouc. I když ho při tomto působení znovu zdržovalo zranění, prosadil se a začal pravidelně nastupovat v základní sestavě.
Sezóna 2019/2020
Po sporu s Radoslavem Látalem byl přeřazen do B-týmu za porušení profesionální smlouvy. Posléze byl povolán zpět do A-týmu. 30. června Pilařovi skončila smlouva a Olomouc mu nenabídla její prodloužení.

### FK Jablonec

#### Sezóna 2020/2021
Po skončení smlouvy v Olomouci Václav Pilař podepsal smlouvu na 2 roky v Jablonci. Svou premiéru v dresu Jablonce si Pilař odbyl v 2. předkole Evropské ligy na půdě Dunajské Stredy. Na hřiště přišel v 98. minutě za stavu 4:3. Svůj první gól vstřelil Pilař na půdě Zlína 4. prosince 2020; v tomtéž zápase byl také zvolen hráčem utkání.

## Klubové statistiky
| Sezona  | Klub                      | Soutěž         | Zápasy | Góly |
| ------- | ------------------------- | -------------- | ------ | ---- |
| 2006/07 | FC Hradec Králové         | 2. liga        | 27     | 2    |
| 2007/08 | FC Hradec Králové         | 2. liga        | 21     | 7    |
| 2008/09 | FC Hradec Králové         | 2. liga        | 9      | 0    |
| 2009/10 | FC Hradec Králové         | 2. liga        | 26     | 11   |
| 2010/11 | FC Hradec Králové         | Gambrinus liga | 28     | 3    |
| 2011/12 | FC Viktoria Plzeň (host.) | Gambrinus liga | 25     | 7    |
| 2012/13 | VfL Wolfsburg             | Bundesliga     | 0      | 0    |
| 2013/14 | SC Freiburg (host.)       | Bundesliga     | 6      | 0    |
| 2014/15 | FC Viktoria Plzeň         | Synot liga     | 28     | 4    |
| 2015/16 | FC Viktoria Plzeň         | Synot liga     | 0      | 0    |
| 2016/17 | FC Viktoria Plzeň         | Synot liga     | 6      | 0    |
| 2017/18 | FC Viktoria Plzeň         | HET liga       | 4      | 0    |
| 2018/19 | SK Sigma Olomouc          | FORTUNA liga   | 12     | 0    |
| 2019/20 | SK Sigma Olomouc          | FORTUNA liga   | 15     | 1    |
| 2020/21 | FK Jablonec               | FORTUNA liga   | 5      | 1    |

## Reprezentační kariéra

### Mládežnické výběry
Václav Pilař nastoupil za několik mládežnických reprezentací České republiky. V letech 2005–2006 za U18 (9 zápasů, 1 gól), 2006–2007 za U19 (10 zápasů, 0 gólů) a 11. srpna 2010 k jednomu zápasu „jedenadvacítky“ proti San Marinu (gól nevstřelil).

### A-mužstvo
Reprezentační trenér českého týmu Michal Bílek poprvé povolal Václava Pilaře do A-mužstva v létě 2011 pro turnaj v Japonsku – Kirin Cup (na tomto turnaji 3 zemí se střetla ČR 4. června s Peru a 7. června s Japonskem, oba zápasy skončily bezgólovou remízou a protože ani v utkání Japonsko – Peru gól nepadl, všechny 3 zúčastněné země se staly vítězem turnaje). Václav Pilař odehrál na turnaji druhý poločas proti Peru a 8 minut proti Japonsku.
Svůj první gól v národním dresu A-mužstva ČR vstřelil Václav Pilař v domácím barážovém utkání o Euro 2012 proti Černé Hoře 11. listopadu 2011. Byl to zároveň rozhodující gól, neboť na něj soupeř nenašel odpověď a český tým vyhrál 2:0.
V prvním reprezentačním vystoupení po evropském šampionátu 15. srpna 2012 si Václav Pilař poranil koleno ve druhém poločase přátelského utkání proti domácí Ukrajině (zápas skončil remízou 0:0) a dlouhý čas se pak v reprezentaci neobjevil. V úvodním kvalifikačním zápase o EURO 2016 9. září 2014 vstřelil v nastaveném čase po chybě obránce Daryla Janmaata vítězný gól na konečných 2:1 proti Nizozemsku. 28. března 2015 v téže kvalifikaci zajistil v 90. minutě české reprezentaci alespoň bod s Lotyšskem díky vyrovnávacímu gólu na konečných 1:1. V kvalifikaci na EURO 2016 trenér Vrba dával přednost Krejčímu, ale kdykoli ho Pilař vystřídal, byl na hřišti vidět. O herní vytíženost na podzim 2015 přišel kvůli zranění. V základní sestavě nastoupil jen na Islandu a po jeho akci padl jediný český gól.

#### EURO 2012
Nastoupil i na Mistrovství Evropy ve fotbale 2012, hned v prvním utkání základní skupiny A vstřelil v 52. minutě po kolmé přihrávce Jaroslava Plašila gól v utkání proti Rusku, které však český tým prohrál 1:4. Skóroval i ve druhém zápase proti Řecku, když se prosadil kolenem v pádu mezi dvěma řeckými hráči. Nahrávku mu předkládal z pravé strany Theodor Gebre Selassie, utkání skončilo výhrou českého týmu 2:1. Václav Pilař s Petrem Jiráčkem (který také skóroval dvakrát) byli jedinými úspěšnými střelci České republiky v základní skupině A, z níž se ČR probojovala do čtvrtfinále proti Portugalsku z prvního místa i přes pasivní skóre 4:5. Čtvrtfinálový zápas ve Varšavě český tým prohrál 0:1 a s turnajem se rozloučil. Václav Pilař nastoupil ke všem čtyřem zápasům české reprezentace na Mistrovství Evropy 2012.

### Reprezentační zápasy a góly
Zápasy Václava Pilaře v A-mužstvu české reprezentace 
| Rok    | Zápasy | Góly |
| ------ | ------ | ---- |
| 2011   | 6      | 1    |
| 2012   | 8      | 2    |
| 2013   | 0      | 0    |
| 2014   | 5      | 1    |
| 2015   | 3      | 1    |
| Celkem | 22     | 5    |

Góly Václava Pilaře za reprezentační A-mužstvo České republiky 
| Gól | Datum        | Stadion                             | Soupeř     | Skóre (min.)  | Výsledek | Soutěž                   |
| --- | ------------ | ----------------------------------- | ---------- | ------------- | -------- | ------------------------ |
| 010 | 11. 11. 2011 | Letná, Praha                        | Černá Hora | 01:0 00(63.)  | 2:0      | baráž o EURO 2012        |
| 02  | 8. 6. 2012   | Městský stadion (Vratislav), Polsko | Rusko      | 02:1 00(52.)  | 4:1      | EURO 2012                |
| 03  | 12. 6. 2012  | Městský stadion (Vratislav), Polsko | Řecko      | 00:2 000(6.)  | 1:2      | EURO 2012                |
| 04  | 9. 9. 2014   | Generali Arena, Praha, Česko        | Nizozemsko | 02:1 0(90+1.) | 2:1      | kvalifikace na EURO 2016 |
| 05  | 28. 3. 2015  | Synot Tip Aréna, Praha, Česko       | Lotyšsko   | 01:1 00(90.)  | 1:1      | kvalifikace na EURO 2016 |

## Styl hry
Je to typ rychlonohého záložníka, umí se zapojit do kombinace i rychlého protiútoku, který dokáže i zakončit. Nejraději hraje na levém kraji zálohy, odkud může udělat kličku doprostřed na svou silnější pravou nohu a poté vypálit či připravit šanci pro spoluhráče. Může nastoupit také v útoku.